# Lund (Rogaland)
 For alternative betydninger, se Lund. (Se også artikler, som begynder med Lund)
58°27′26″N 6°33′05″Ø / 58.45722°N 6.55139°Ø
Lund er en kommune i Rogaland fylke i Norge. Kommunen blev oprettet i 1837 og blev i 1965 lagt sammen med Heskestad kommune. Kommunecenteret er Moi.
Kommunen ligger i den sydlige ende af Rogaland, midtvejs mellem Kristiansand og Stavanger, og grænser til Sirdal, Flekkefjord, Sokndal og Eigersund. Lund er kendt som en industrikommune hvor der foregår produktion af blandt andet træsko, gyngestole og vinduer, og andelen industriansatte er blandt de højeste i landet. 
Byvåbenet er tre agern, som symboliserer de tre kommunecentre Moi, Hovsherad og Ualand/Heskestad. Det blev tegnet af Svein Arild Berntsen i 1983.
Moi Station er en restaureret bygning fra den gamle Flekkefjordbane, som blev bygget  i 1904. Det er en statelig bygning, som nu er stoppested og stationsbygning for Sørlandsbanen.